# Fineo Araújo
Fineo de Araújo (Guarulhos, 10 aprile 1987) è un giocatore di calcio a 5 brasiliano naturalizzato azero.

## Carriera
Ottenuta la cittadinanza azera nel 2015, partecipa con la Nazionale di calcio a 5 dell'Azerbaigian al campionato europeo del 2016 nel quale realizza una rete contro la Repubblica Ceca durante la fase a gironi. Il 16 gennaio 2022 viene incluso nella lista definitiva dei convocati dell'Azerbaigian per il campionato europeo 2022.